# Gwara ochweśnicka

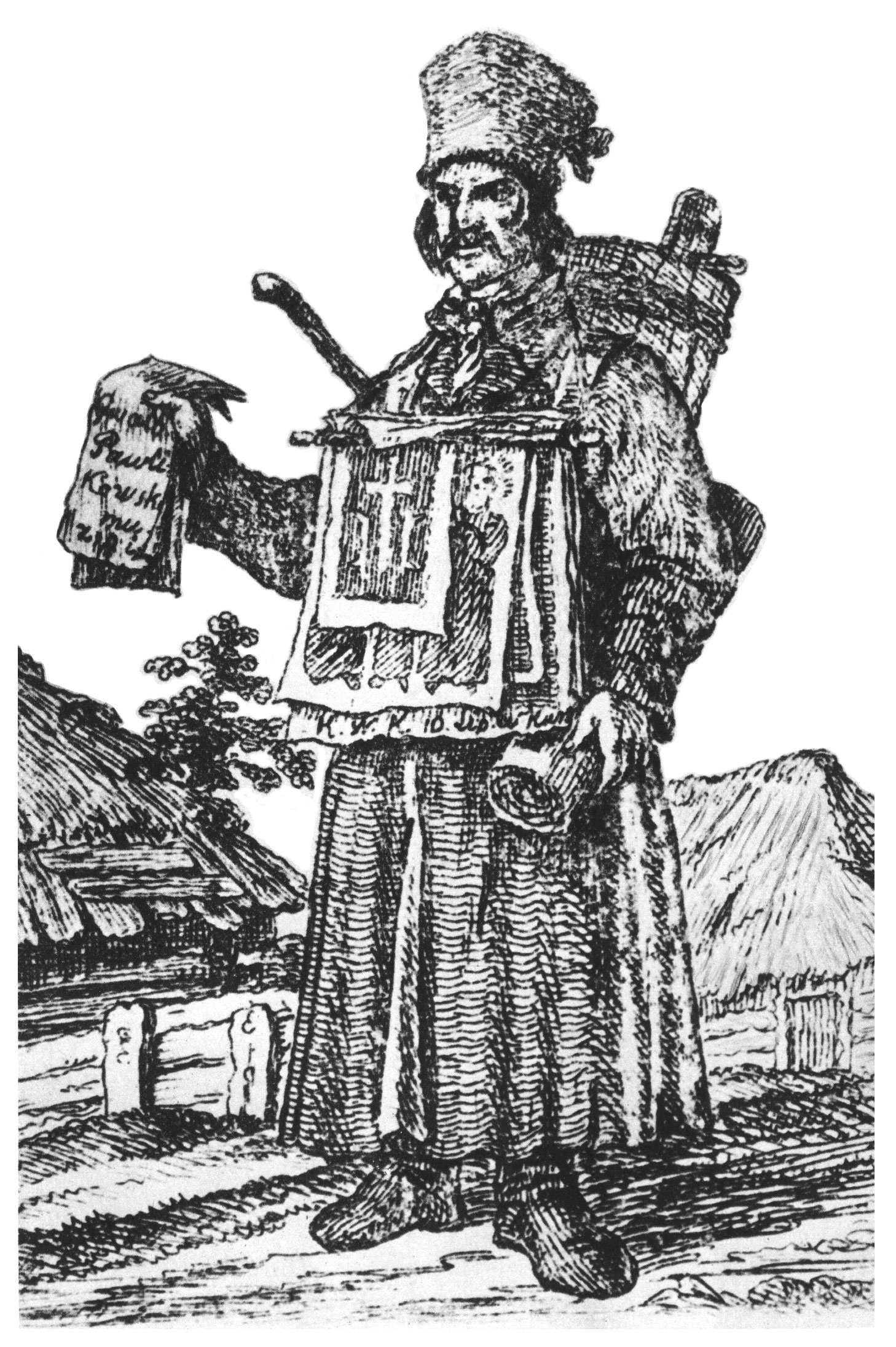
Obraźnik, w kminie zwany „ochweśnikiem”, na XIX-wiecznym kwasorycie Kajetana Kielisińskiego

Gwara ochweśnicka, zwana też kminą ochweśnicką – język tajny wspólnoty handlarzy i oszustów, powstały w połowie XIX wieku w Skulsku i Ślesinie. 
Żargon powstał w Skulsku przed 1850, w związku z handlem dewocjonaliami (zwłaszcza obrazami) i przewozem ich na Białostocczyznę (część dawnej unickiej metropolii wileńskiej) oraz do unickiej diecezji chełmskiej (zlikwidowanej w 1875). Skulsk zaliczany był wówczas do największych na ziemiach polskich ośrodków produkcji obrazów religijnych. Gwara została w drugiej połowie XIX wieku przejęta również przez mieszkańców pobliskiego Ślesina.
Pierwotnie argot dotyczył handlarzy obrazami (ochweśnicy), którzy sprzedawali swoje obrazy w Częstochowie, lecz szybko rozprzestrzenił się na handlarzy pierzem (agaciarze) i wędrownych lekarzy-oszustów (medycyniarze). Słowa z kminy ochweśnickiej są często zapożyczeniami z języków południowosłowiańskich, nowogreckiego, rosyjskiego i jidysz. Zawiera ona też wiele przyrostków maskujących. Argotyzmy te stopniowo upowszechniły się w gwarach więziennych, jak również przeniknęły do języka ogólnego, na co wskazuje obecność w powszechnej mowie potocznej takich wyrazów jak „klawy”, „kudły”, „makuwa”, „gryps”.
Przykład: Ochweśniki pnajom, skraby się skudrajom; ochweśnikom skraby trojanie kurlajom („Ochweśnicy idą, kobiety się boją; ochweśnikom kobiety jedzenie gotują”).